# Clavella embiotocae
Clavella embiotocae is een eenoogkreeftjessoort uit de familie van de Lernaeopodidae. De wetenschappelijke naam van de soort is voor het eerst geldig gepubliceerd in 1981 door Dojiri.